# 1773
Перша наукова революція •  Просвітництво • Глухівський період в історії Гетьманщини •  Російська імперія

## Геополітична ситуація
Султаном Османської імперії є Мустафа III (до 1774). Під владою османів перебувають Близький Схід та Єгипет, Середземноморське узбережжя Північної Африки, частина Закавказзя, значні території в Європі: Греція, Болгарія та Сербія. Васалами османів є Волощина та Молдова.
Священна Римська імперія охоплює, крім німецьких земель, Угорщину з Хорватією, Трансильванію, Богемію, Північну Італію, Австрійські Нідерланди. Її імператор — Йосиф II (до 1790). Марія-Терезія має титул королеви Угорщини. Королем Пруссії є Фрідріх II (до 1786).
У Франції править Людовик XV (до 1774). Франція має колонії в Північній Америці та Індії. В Іспанії — Карл III (до 1788). Королівству Іспанія належать південь Італії, Нова Іспанія, Нова Гранада та Віцекоролівство Перу в Америці, Філіппіни. У Португалії королює Жозе I (до 1777). Португалія має володіння в Бразилії, в Африці, в Індії, в Індійському океані й Індонезії.
На троні Великої Британії сидить Георг III (до 1820). Британія має колонії в Північній Америці, на Карибах та в Індії. Північ Нідерландів займає Республіка Об'єднаних провінцій. Вона має колонії в Північній Америці, Індонезії, на Формозі та на Цейлоні. Король Данії та Норвегії — Кристіан VII (до 1808), на шведському троні сидить Густав III (до 1792). На Апеннінському півострові незалежні Венеціанська республіка та Папська область. Король Речі Посполитої — Станіслав Август Понятовський (до 1795). У Російській імперії править Катерина II (до 1796).
Україну розділено між трьома державами. Королівство Галичини та Володимирії належить Австрії. По Дніпру проходить кордон між Річчю Посполитою та Російською імперією. Лівобережна частина розділена на Малоросійську, Новоросійську та Слобідсько-Українську губернії. Нова Січ є пристановищем козаків. Існує Кримське ханство, якому підвладна Ногайська орда.
В Ірані фактично править династія Зандів.
Значними державами Індостану є Імперія Великих Моголів, Імперія Маратха. Зростає могутність Британської Ост-Індійської компанії. У Китаї править Династія Цін. У Японії триває період Едо.

## Події

### У світі
- 8 лютого король Речі Посполитої Станіслав Август Понятовський скликав у Варшаві Велику раду через загрозу поділу країни між трьома іноземними силами.
- 19 квітня Британський парламент ухвалив Акт про чай, який повинен був урятувати Ост-Індську компанію, надавши їй монополію на торгівлю чаєм у Північній Америці.
- 8 травня повстання османів у Єгипті скинуло й стратило мамлюцького султана Алі Бей аль-Кабіра.
- 10 червня король Великої Британії Георг III схвалив Регуляторний акт, яким створювалася посада генерал-губернатора Бенгалії.
- 21 липня Папа римський Климент XIV під тиском Бурбонів розпустив орден єзуїтів.
- 17 вересня у Росії почалося повстання Пугачова.
- 16 грудня відбулося Бостонське чаювання — на знак протесту проти податку на імпорт чаю переодягнені індіанцями колоністи прокралися на корабель Ост-Індської компанії й викинули чай у води затоки.

### Наука та культура
- Шарль Мессьє  відкрив Галактику Вир.
- Жозеф-Луї Лагранж представив у Французьку академію наук роботу про секулярне рівняння орбіти Місяця, в якій запровадив поняття потенціалу.
- Ілер Руелль відкрив сечовину.
- Карл Вільгельм Шеєле та Джозеф Прістлі незалежно один від одного ізолювали кисень.
- Медаль Коплі отримав Джон Волш за дослідження електричного ската.
- Уперше виконано гімн «Чудова ласка» Джона Ньютона.
- Джеймс Кук першим із європейців перетнув Південне полярне коло. 9-19 березня досліджено узбережжя Землі Ван Дімена (Тасманії).
- У Польщі засновано Едукаційну комісію, перше в світі міністерство освіти.
- У Китаї почалася компіляція «Сику цюаньшу» — найбільшого зібрання творів китайської літератури.

### Засновані
- Західна Пруссія

## Народились
див. також Категорія:Народились 1773
- 9 лютого — Вільям Генрі Гаррісон, 9-й президент США (1841)
- 15 травня — Клемент фон Меттерніх, австрійський канцлер

## Померли
див. також Категорія:Померли 1773